# Zeeuwse Windroute

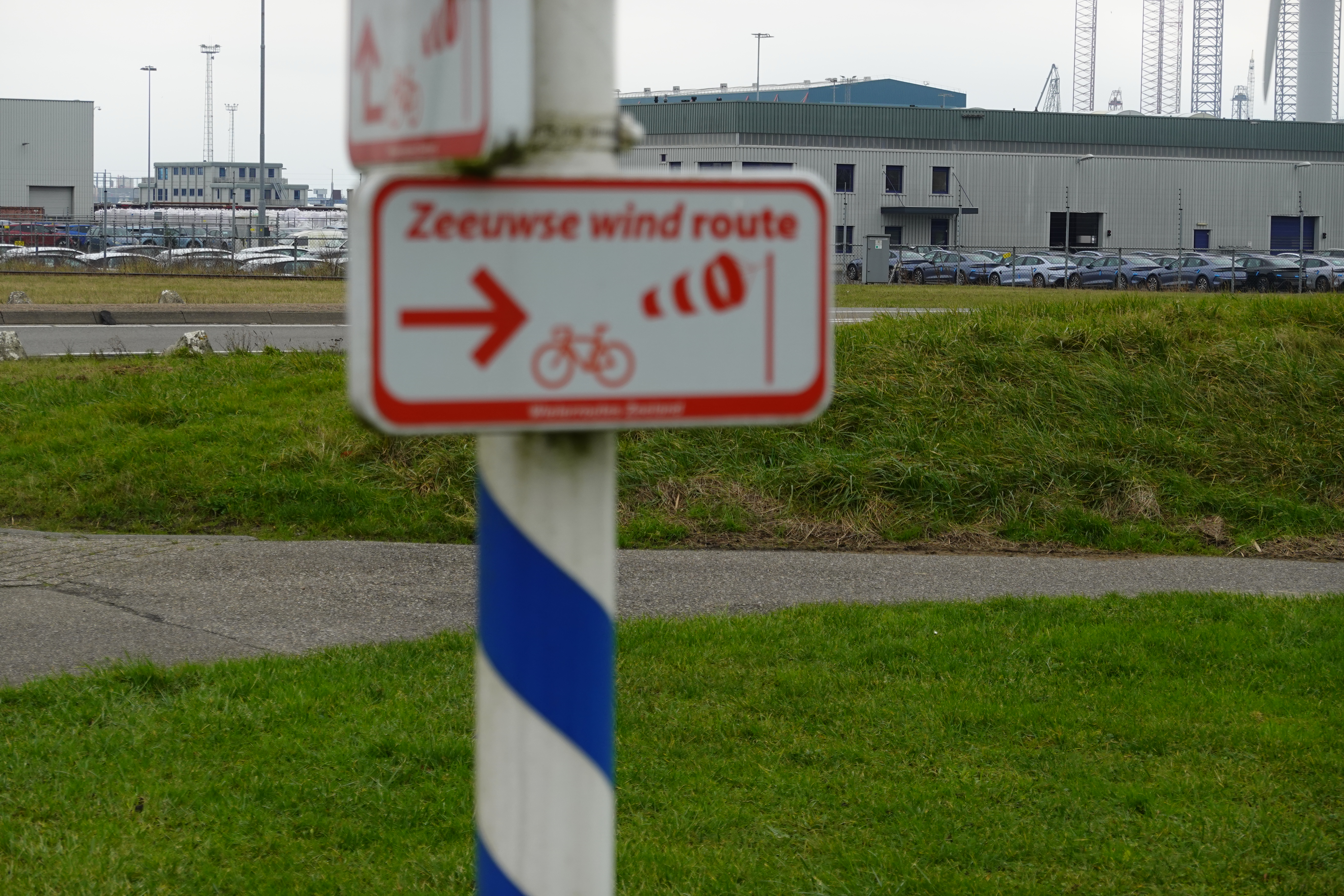
Bord Zeeuwse Windroute in Vlissingen-Oost

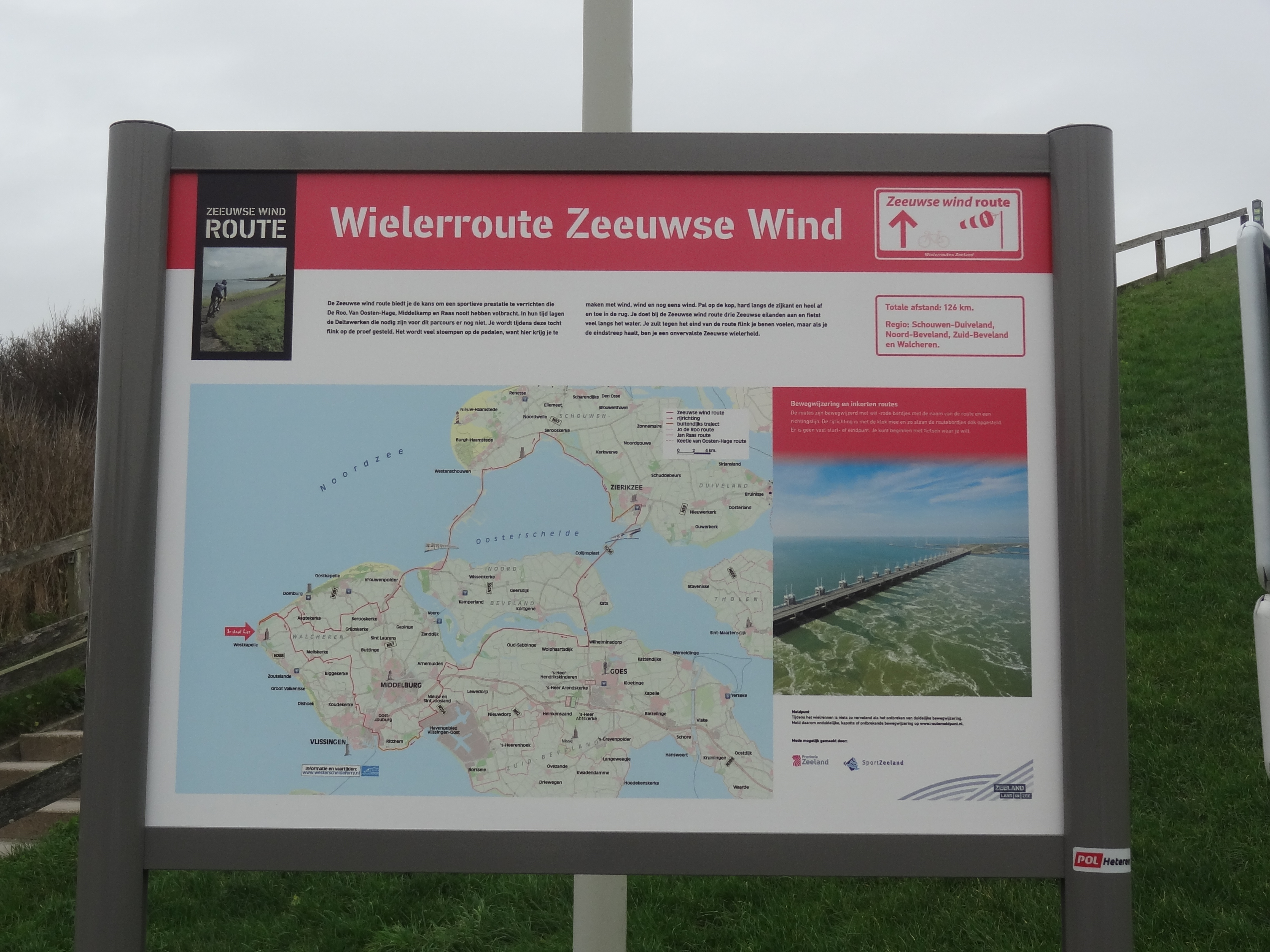
Informatiebord route in Westkapelle (Nederland)

De Zeeuwse windroute is een lusvormige fietsroute van 126 km in de Nederlandse provincie Zeeland. De route is bewegwijzerd en gaat over Walcheren, Noord-Beveland, Schouwen-Duiveland en Zuid-Beveland. Een deel ten zuiden van Middelburg volgen de route en de Jan Raasroute hetzelfde traject. Bij buurtschap Roodewijk ten noorden van Goes kruist de route de Jo de Rooroute.

## Verloop
In Westkapelle staat onderaan de Westkappelse Zeedijk bij Polderhuis Westkapelle Dijk- en Oorlogsmuseum een informatiebord over de route. De route is in één richting bewegwijzerd. 
Vanuit Westkapelle gaat het via Aagtekerke, Serooskerke en Vrouwenpolder over Walcheren naar de Veerse Gatdam. Deze wordt overgestoken naar Noord-Beveland. 
Daarna gaat de route over de Oosterscheldekering en komt terecht op Schouwen-Duiveland. Na de kering komt de route langs Koudekerke met de Plompe Toren aan de Oosterschelde. 
Via de Schelphoek gaat de route door Plan Tureluur en buitendijks verder langs de Oosterschelde naar Zierikzee. De route komt langs de locatie van het verdronken dorp Borrendamme. Op het havenhoofd van Havenkanaal Zierikzee is een plek ingericht om bruinvissen te spotten.
Na Zierikzee gaat de route over de Zeelandbrug terug naar Noord-Beveland en via de Zandkreekdam naar Zuid-Beveland. 
Bij buurtschap Roodewijk kruist de route de Jo de Rooroute die hier oostwaarts richting Wilhelminadorp gaat. De Zeeuwse Windroute gaat hier juist westwaarts, richting Wolphaartsdijk en volgt daarna het Veerse Meer langs recreatiegebied De Piet terug richting Walcheren. 
Via Arnemuiden en Vlissingen-Oost - waar de route met de Jan Raasroute meeloopt - volgt de Westerschelde en de dijk bij Fort Rammekens. Bij Ritthem verlaat de de Jan Raasroute de Westerschelde en gaat richting Oost-Souburg en Middelburg, de Zeeuwse Windroute loopt via Oost-Souburg en de Sloebrug over het Kanaal door Walcheren naar Vlissingen. De Zeeuwse Windroute gaat vanuit Vlissingen via Koudekerke, de Kapel van Hoogelande en Meliskerke richting de Westkappelse Zeedijk en Westkapelle.
Andere wielerroutes in Zeeland zijn de Keetie van Oosten-Hageroute en de Theo Middelkamproute. Daarnaast is er de niet bewegwijzerde Wouter Weylandtroute.

## Zeeuwse Wieler Wind Zesdaagse
Sinds 2017 organiseert Sport Zeeland samen met plaatselijke wielerorganisaties de Zeeuwse Wieler Wind Zesdaagse. In 6 weekenden worden uitdagende recreatieve routes door de provincie Zeeland uitgezet waarbij gebruik wordt gemaakt van de bewegwijzerde wielerroutes en de Wouter Weylandtroute eveneens wordt toegevoegd.

## Aansluitingen op andere fietsroutes
- Op veel plaatsen kan gebruik worden gemaakt van het fietsroutenetwerk ter plaatse.
- In Koudekerke kan worden aangesloten op de Ku(n)stpicknickplekkenroute. Deze route komt de Ku(n)stpicknickplekkenroute op meerdere plekken tegen.
- In Westkapelle kan worden aangesloten op de LF Kustroute. De LF Kustroute is tevens de EuroVelo EV12 Noordzeeroute. De route komt de LF Kustroute nog op meer plekken tegen.
- Tussen Breezand en De Banjaard, op de Zandkreekdam en tussen Wolphaartsdijk en Oranjeplaat loopt de route parallel met het Rondje Veerse Meer.
- Nabij Roodewijk kruist de route de Jo de Rooroute.
- Tussen Vlissingen-Oost en Oost-Souburg loopt de route parallel met de Jan Raasroute.
- Op enkele plaatsen kan worden aangesloten op de Wouter Weylandtroute.